# Monika Borowicz
Monika Borowicz (ur. 5 stycznia 1982) – polska kajakarka, medalistka mistrzostw świata, mistrzyni Polski.

## Kariera sportowa
Jest wychowanką Zawiszy Bydgoszcz. W latach 2001–2009 była zawodniczką Posnanii, w 2010 reprezentowała barwy WTW Warszawa. Jej największym sukcesem w karierze był brązowy medal mistrzostw świata w 2007 w konkurencji K-4 500 m (z Anetą Konieczną, Małgorzatą Chojnacką i Eweliną Wojnarowską) oraz brązowy medal mistrzostw Europy w 2007 w konkurencji K-2 500 m (z Dorotą Kuczkowską). W pozostałych startach na mistrzostwach świata zajmowała miejsca; 2005 - 7. (K-1 200 m), 2006 - 7. (K-1 200 m), 4 m. (K-2 200 m), 5. (K-2 500 m), 2007 - 7. (K-2 500 m). Na mistrzostwach Europy zajmowała miejsca: 2004 - 6. (K-4 200 m), 2005 - 5. (K-4 200 m), 2006 - 6. (K-2 200 m), 6. (K-4 200 m), 5. (K-4 500 m), 2007 - 4. (K-2 200 m), 2008 - 6. (K-4 500 m). Była kandydatką do wyjazdu na Igrzyska Olimpijskie w Pekinie (2008), ale odpadła w ostatnim etapie selekcji.
Na mistrzostwach Polski zdobyła 17 tytułów mistrzowskich:
- K-1 200 m: 2005, 2006
- K-2 200 m: 2005 (z Anetą Konieczną), 2006 (z Iwoną Pyżalską, 2008 (z Martą Walczykiewicz)
- K-4 200 m: 2005, 2006, 2008, 2009
- K-1 500 m: 2005
- K-2 500 m: 2008 (z Małgorzatą Chojnacką)
- K-4 500 m: 2006, 2007, 2008
- K-4 1000 m: 2003, 2006, 2008